# NGC 327
NGC 327 је спирална галаксија у сазвежђу Кит која се налази на NGC листи објеката дубоког неба.
Деклинација објекта је - 5° 7' 51" а ректасцензија 0h 57m 55,2s. Привидна величина (магнитуда) објекта NGC 327 износи 13,5 а фотографска магнитуда 14,3. Налази се на удаљености од 81,603 милиона парсека од Сунца. NGC 327 је још познат и под ознакама MCG -1-3-47, PGC 3462.